# Privación sensorial

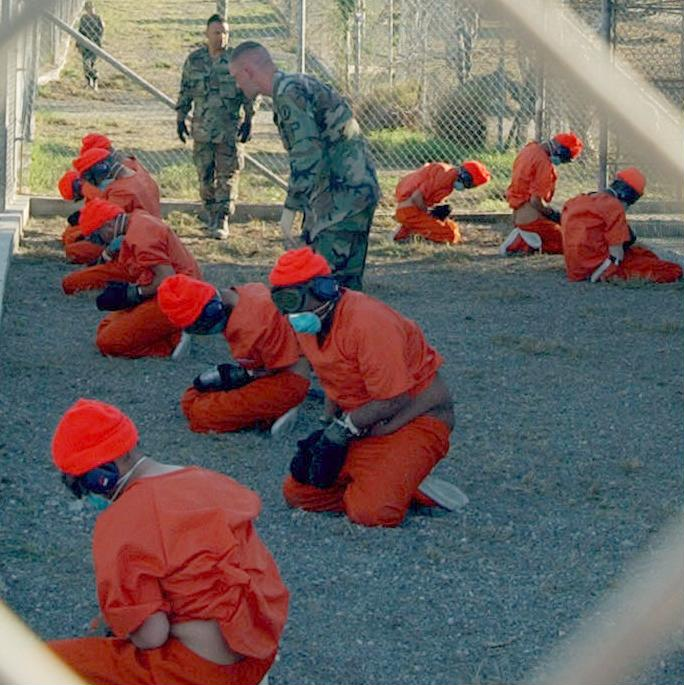
Un prisionero y presunto terrorista en el campo de detención de la Base Naval de la Bahía de Guantánamo siendo sometido a privación sensorial a través del uso de orejeras, visor, máscara respiratoria y guantes pesados. (2002).

La privación sensorial es la restricción total o parcial de estímulos de uno o más de los sentidos. Se ha encontrado que tiene efectos sobre la percepción, la cognición, el aprendizaje y las reacciones motoras. Esta privación de sentidos ha sido usada en experimentos de psicología, en varios tratamientos de medicina alternativa y como método de tortura y castigo.

## Historia
En 1950 un grupo de psicólogos de la Universidad de McG-ill en Montreal, Canadá, comenzó a
investigar experimentalmente la privación sensorial, interesados por sus efectos sobre los prisioneros de guerra. Los primeros sujetos de experimentación fueron estudiantes universitarios, a los cuales se les pagaba para que estuvieran acostados 24 horas en una cama cómoda, situada en un cuarto muy pequeño e iluminado, a prueba de ruidos.
Luego se aplicaron tres tipos básicos de situaciones experimentales.
En 1954 la situación experimental de Bexton, Heron y Scott: no hay aislamiento total ni privación sensorial total.
En 1958 la situación experimental de Wexler, Mendelson, Liederman y Solomon: colocan al sujeto dentro de un espacio estrecho tipo pulmón de acero sobre un colchón.

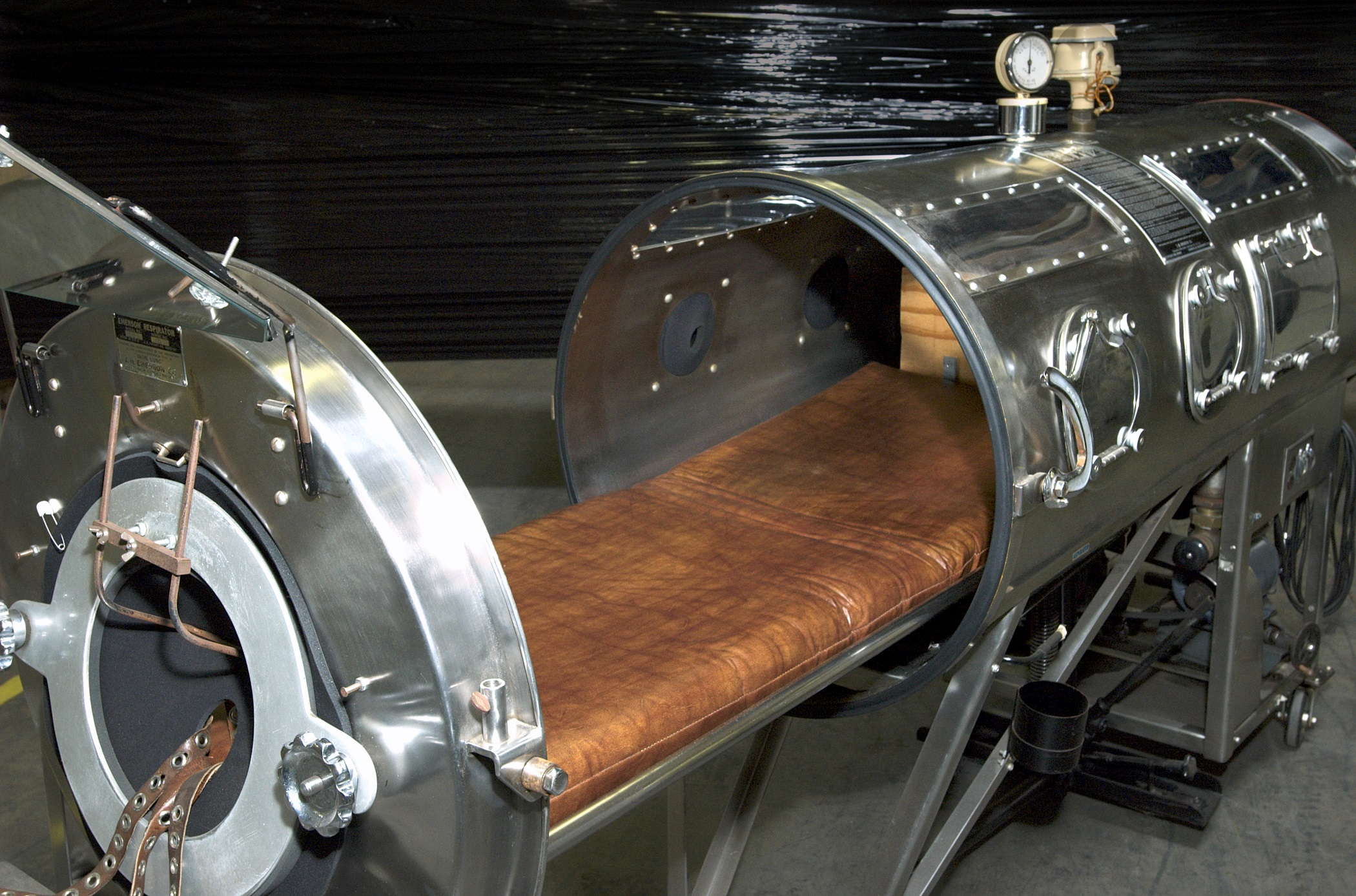
Pulmón de acero de experimentos de Wexler, Mendelson, Liederman y Solomon.

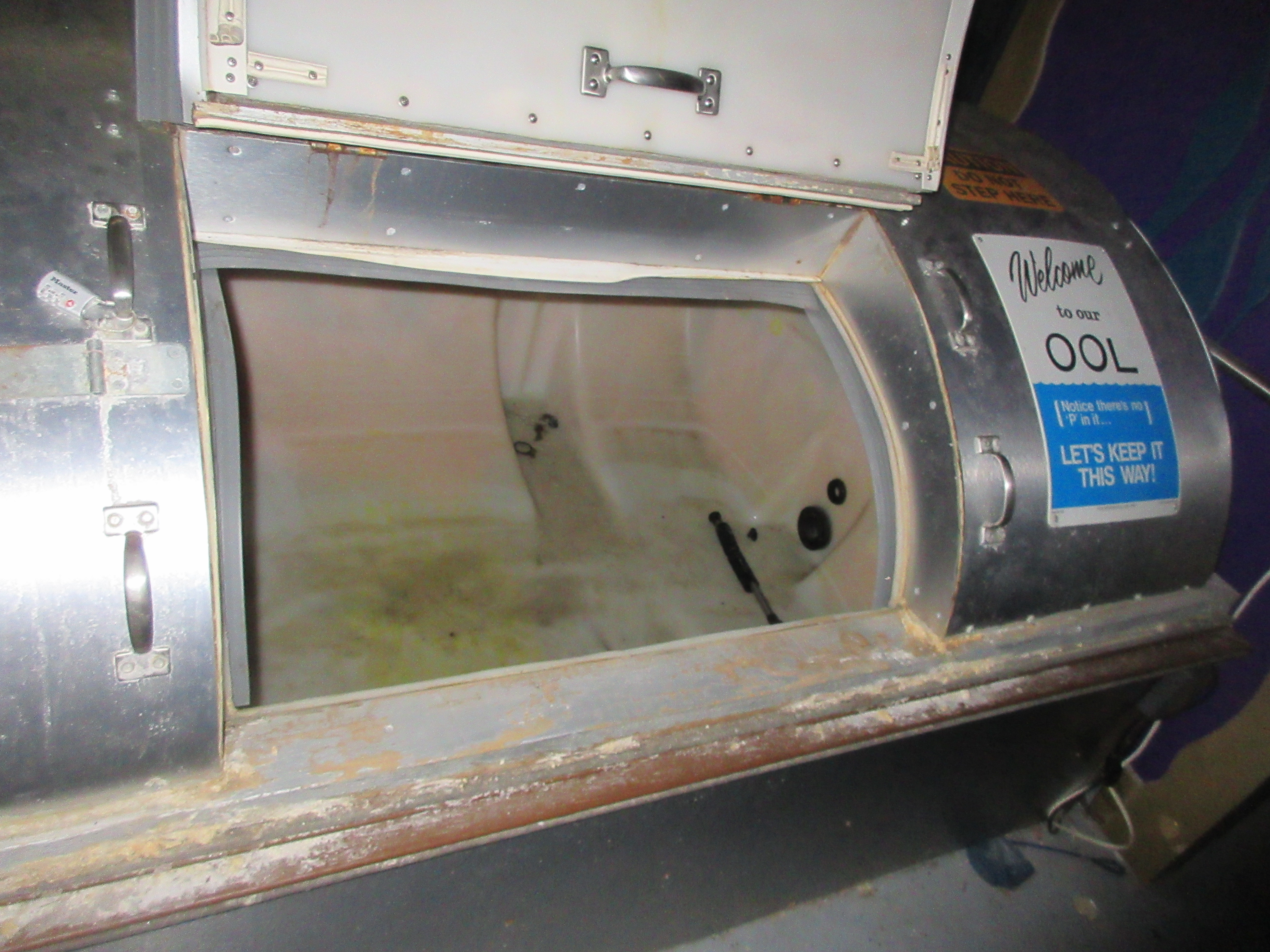
Tanque de aislamiento antiguo de experimentos de Shurley.

En 1960 la situación experimental de Shurley: el sujeto se coloca dentro de un tanque de agua a 34.5 °C, desnudo y con una máscara unida a un tubo para respirar.

## Características
Instrumentos simples como vendajes en los ojos o capuchas y orejeras de protección acústica pueden bloquear la visión y la audición respectivamente, mientras instrumentos más complejos pueden también bloquear el sentido del olfato, tacto, gusto, la termorrecepción o termocepción (percepción de la temperatura) y la "gravedad". La privación sensorial ha sido usada en varios tratamientos de medicina alternativa y en experimentos psicológicos (e.g., tanque de aislamiento) y como método de tortura y castigo.
Mientras cortos períodos de privación sensorial pueden ser relajantes, la privación prolongada puede resultar en ansiedad extrema, alucinaciones, pensamientos extravagantes, depresión y comportamiento antisocial. Utilizado como método de meditación únicamente en ambientes controlados.
Un fenómeno relacionado es la privación perceptiva, también llamada efecto Ganzfeld. En este caso, es usado un estímulo constante en lugar de intentar eliminar los estímulos; esto lleva a efectos similares a la privación sensorial.
Algunas de las técnicas usadas en la privación sensorial fueron desarrolladas por algunas de las fuerzas armadas en la OTAN, como forma de interrogar a los prisioneros dentro de las obligaciones de tratados internacionales.

## Terapia de estimulación ambiental reducida (REST)
Hay varios métodos para la reducción de estimulación ambiental, incluyendo terapia (REST), cámara REST y piscina de flotación.

### Cámara REST
En la cámara REST, el sujeto se tumba en una cama completamente a oscuras y con reducción de sonido durante 24 horas. Su movimiento es restringido por instrucciones experimentales, pero no por restricciones mecánicas. Comida, bebida y servicio son dados en la habitación. El ensayador puede comunicarse con los participantes mediante intercomunicación. Los sujetos tienen permitidos abandonar la habitación antes de que se hayan cumplido las 24 horas; aun así, menos del 10% llegan a hacerlo, ya que encuentran la cámara relajante. La cámara REST afecta las funciones psicológicas (pensamiento, percepción, memoria, motivaciones y estado de ánimo) y procesos psicofisiológicos.

### Piscina de flotación
En la piscina de flotación, la habitación contiene un tanque o piscina. El medio de flote consiste de una solución de agua y sales Epsom a temperatura de la piel, con una gravedad específica que permite al paciente flotar con seguridad. De hecho, dar la vuelta mientras se encuentra flotando en la solución requiere esfuerzo. Menos del 5 % de los sujetos han abandonado antes de que la sesión termine, lo cual suele ser alrededor de una hora.